# Большое Кадряково
Большое Кадряково (тат. Зур Кадрәк) — деревня в Рыбно-Слободском районе Республики Татарстан на правом притоке реки Шумбутка в 39 км к северо-востоку от поселка городского типа Рыбная Слобода.

## История
Основано в период Казанского ханства. Предположительно название деревни произошло от имени мурзы Кодрейки. Согласно казенной писцовой книге 1648 г. «сельцо Чалы по обе стороны реки Сулы (су (тат.) — вода) за Кодряком мурзою и, по народному преданию, до поселения в деревне русских жили в ней татарские мурзы. Земля в количестве 4000 десятин пожалована им Иваном Грозным».
В XIX веке мурзы продали жалованную землю помещику Лазареву, который заселил ее своими крестьянами, переведенными из разных мест. В 1850-х годах в деревне Кадряково был винокуренный завод, который принадлежал помещику Якоби (Яковлеву). В 1860 г. Якоби продал часть земли рыбнослободскому крестьянину Мартынову.
В дореволюционных источниках известно под названием «Кодряково», «Кодряковы Челны». До реформы 1861 года жители относились к категории помещичьих крестьян (бывшие крепостные помещиков Якоби). Занимались земледелием, разведением скота.
В начале XX века в Большом Кадряково функционировали Никольская церковь, церковно-приходская школа (открыта в 1888 году), кирпичный завод, водяная мельница, 2 кузницы, читальня общества трезвости, казённая винная и 3 мелочные лавки, чайная, 2 пивные (до 1917 года население, земля, торгово-промышленные и прочие заведения в соседней деревне Малое Кадряково учитывались вместе с данными по деревне Большое Кадряково). По субботам проходил базар. В этот период земельный надел сельской общины составлял 679,5 десятин.
До 1920 деревня входила в Шумбутскую волость Лаишевского уезда Казанской губернии. С 1920 года в составе Лаишевского кантона Татарской АССР. С 1927 года в Рыбно-Слободском районе, с 01.02.1963 в Мамадышском районе. В 1965 году вновь включено в состав Рыбно-Слободского района.
По спутниковым снимкам на 2021 год поселение фактически заброшено. Сохранилось несколько строений.

## Население
| 1782      | 1859 | 1897 | 1908 | 1920 | 1926 | 1938 | 1949 | 1958 | 1970 | 1989 | 2010 |
| --------- | ---- | ---- | ---- | ---- | ---- | ---- | ---- | ---- | ---- | ---- | ---- |
| 31 (муж.) | 384  | 652  | 768  | 431  | 410  | 327  | 221  | 283  | 99   | 29   | 6    |

## Известные уроженцы
- Якоби Валерий Иванович (03.05.1834-13.05.1902), русский живописец, профессор, академик, член академического Совета Императорской Академии художеств.[2][6] Брат революционера, впоследствии психиатра и этнографа Якоби Павла Ивановича.